# 國際社會學與社會政策期刊
《國際社會學與社會政策期刊》（International Journal of Sociology and Social Policy）是一份1981年起出版的英國社會學學術期刊，由愛墨瑞得出版社（Emerald Group Publishing）發行，現任主編是雪菲爾大學社會學教授柯林·威廉斯（Colin C. Williams）。

## 外部連結
- 《國際社會學與社會政策期刊》在出版社官網的介紹 （英文）